# Harold Poole
Harold Poole (* 25. Dezember 1943 in Louisville, Kentucky; † 7. August 2014 in New York City) war ein US-amerikanischer Bodybuilder, der als Profi in der AAU, der IFBB und der WBBG aktiv war.

## Biografie
Geboren in Louisville, Kentucky, zeigte Poole früh sportliche Begabung. Er war Quarterback in seinem American-Football-Team an der Shortridge High School in Indianapolis, belegte den vierten Platz in den staatlichen High-School-Ringermeisterschaften, lief 440 Yards in 50 Sekunden und stieß das 12 Pfund schwere Kugelstoßgerät 55 Fuß weit.
Im Jahr 1960 nahm Poole im Alter von 16 Jahren am AAU Mr. America teil und belegte den 18. Platz. Seine letzte Chance als Jugendlicher in der AAU kam im Juni 1963, wo er den Titel "Most Muscular" gewann, aber dem Sieger Vern Weaver unterlag. Drei Monate später wechselte Poole zur IFBB und gewann im Alter von 19 Jahren den Mr. Universe. 1964 wurde er der erste afroamerikanische IFBB Mr. America. Ab 1965 nahm er als einziger Mann an den ersten drei Mr. Olympia-Wettbewerben teil und belegte dabei zweimal den zweiten Platz hinter Larry Scott. Er ist der jüngste jemals teilnehmende Mr. Olympia; er war erst 21, als er 1965 am Mr. Olympia teilnahm. Poole wurde dafür bekannt, die „most muscular“-Pose populär gemacht zu haben.
Harold war auch als aktiver Geschäftsmann tätig und betrieb ein Fitnessstudio und eine Diskothek. Des Weiteren war er Leibwächter des Models Twiggy und begleitete sie durch Nord- und Südamerika sowie das Vereinigte Königreich.
Nach seinem Rückzug aus dem Bodybuilding-Wettkampf nach dem IFBB Night Of Champions 1982, bei dem er außerhalb der Top 10 platziert wurde, lebte er in Florida. Dort setzte er sein Training mit Gewichten und das Praktizieren von Kampfkünsten bis Ende 2010 fort, als er nach New York City zog. Im Jahr 2004 wurde er in die IFBB Hall of Fame aufgenommen und 2007 in die WBBG Hall of Fame. 2008 wurde Poole zum besten jugendlichen Bodybuilder aller Zeiten gewählt.
Harold Poole starb am 7. August 2014 in New York City.

## Wettkampf- und Erfolgsgeschichte
- 1960: Mr. America – AAU, 18. Platz
- 1960: Mr. Mid-America – AAU, „Most Muscular“, 2. Platz
- 1961: Mr. America – AAU, 4. Platz
- 1961: Junior Mr. America – AAU, Gesamtsieger
- 1962: Mr. America – AAU, „Most Muscular“, 1. Platz
- 1962: Mr. America – AAU, 2. Platz
- 1962: Mr. North America – AAU, Sieger
- 1963: Mr. America – AAU, „Most Muscular“, 1. Platz
- 1963: Mr. America – AAU, 2. Platz
- 1963: Teen Mr. America – AAU, 2. Platz
- 1963: Universe – IFBB, Groß, 1. Platz
- 1963: Universe – IFBB, Gesamtsieger
- 1964: Mr. America – IFBB, Groß, 1. Platz
- 1964: Mr. America – IFBB, Gesamtsieger
- 1965: Mr. Olympia – IFBB, 2. Platz
- 1966: Mr. Olympia – IFBB, 2. Platz
- 1967: Pro Mr. America – WBBG, Sieger
- 1967: Mr. Olympia – IFBB, 2. Platz
- 1968: Pro Mr. America – WBBG, Sieger
- 1971: Mr. USA – IFBB, Groß, 1. Platz
- 1972: Mr. World – IFBB, Groß, 3. Platz
- 1980: Night of Champions – IFBB, 12. Platz
- 1981: Grand Prix California – IFBB, 7. Platz
- 1981: Grand Prix New England – IFBB, 9. Platz
- 1981: Night of Champions – IFBB, 6. Platz
- 1981: Canada Pro Cup – IFBB, 8. Platz
- 1982: World Pro Championships – IFBB, 9. Platz

## Auszeichnungen
- 2004: Aufnahme in die IFBB Hall of Fame
- 2007: Aufnahme in die WBBG Hall of Fame